# Jozef Pisár
Josef Pisár (* 20. července 1971) je bývalý slovenský fotbalový útočník a reprezentant.

## Fotbalová kariéra
Odchovanec Rimavské Soboty. Hrál za DAC 1904 Dunajská Streda, FK Dukla Banská Bystrica, FK Bardejov, MŠK Rimavská Sobota a 1. FC Košice. Kariéru zakončil v roce 2011, poté se stal sportovním ředitelem slovenského klubu MŠK Rimavská Sobota.

## Ligová bilance
| Ročník                                   | Zápasy | Góly | Klub                  |
| ---------------------------------------- | ------ | ---- | --------------------- |
| 1. československá fotbalová liga 1989/90 | 10     | 0    | DAC Dunajská Streda   |
| 1. československá fotbalová liga 1990/91 | 3      | 0    | Dukla Banská Bystrica |
| 1. československá fotbalová liga 1991/92 | 1      | 0    | Dukla Banská Bystrica |
| 1. československá fotbalová liga 1991/92 | 6      | 0    | DAC Dunajská Streda   |
| Corgoň liga 1996/97                      | 29     | 9    | FC Rimavská Sobota    |
| Corgoň liga 1997/98                      | 3      | 0    | FC Rimavská Sobota    |
| Corgoň liga 1998/99                      | 14     | 1    | FC Rimavská Sobota    |
| Corgoň liga 2004/05                      | 32     | 6    | FC Rimavská Sobota    |
| CELKEM                                   | 24     | 0    |                       |

## Reprezentační bilance
Za slovenskou reprezentaci nastoupil ve 4 utkáních a dal 1 gól.
Gól Jozefa Pisára za A-mužstvo Slovenska
| Gól | Datum      | Stadion       | Soupeř | Skóre (min.) | Výsledek | Soutěž          |
| --- | ---------- | ------------- | ------ | ------------ | -------- | --------------- |
| 010 | 9. 2. 1998 | Larnaka, Kypr | Finsko | 02:0 0(52.)  | 2:0      | přátelský zápas |